# Defensa y Justicia

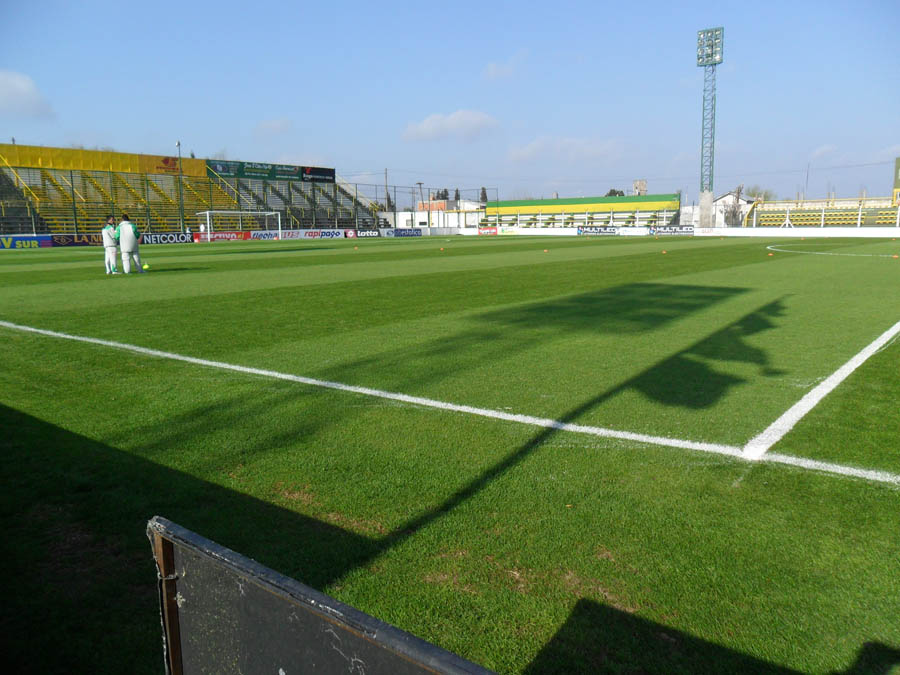

Club Social y Deportivo Defensa y Justicia is een Argentijnse voetbalclub uit Florencio Varela. De club werd opgericht op 20 maart 1935. De thuiswedstrijden worden in het Norberto Tomaghello Stadium gespeeld, dat plaats biedt aan achtduizend toeschouwers. In 2014 promoveerde de club voor het eerst naar de hoogste klasse. Op 23 januari 2021 won Defensa y Justicia de CONMEBOL Sudamericana door in de finale Lanús met 3–0 te verslaan. In april 2021 werd de CONMEBOL Recopa over twee wedstrijden gewonnen van CONMEBOL Libertadores-winnaar Palmeiras, waardoor de tweede Zuid-Amerikaanse clubprijs werd gewonnen. Opvallend is dat de club, ondanks de twee gewonnen Zuid-Amerikaanse clubprijzen, nooit landskampioen van Argentinië werd.

## Erelijst
Internationaal
- CONMEBOL Sudamericana: 2020
- CONMEBOL Recopa: 2021

Nationaal
- Primera B: 1997
- Primera C: 1985
- Primera D: 1982

## Bekende (ex-)spelers
- Enzo Fernández
- Lisandro Martínez
- Lucas Pratto
- Esteban Solari